# Back to December
"Back to December" je country pop pjesma američke pjevačice Taylor Swift. Objavljena je 12. listopada 2010. kao drugi od tri promotivna singla za njen treći studijski album Speak Now. Zatim je 15. studenog 2010. pjesma objavljena kao drugi službeni singl. Pjesmu je napisala sama Swift, a uz nju pjesmu je producirao Nathan Chapman. 

## Popis pjesama
Digitalno preuzimanje
1. "Back to December" – 4:54

## Pozadina i izdanje
"Back To December" je pjesma u kojoj se ona ispričava bivšem dečku, što Swift nije prije učinila. Rekla je: "Nikada nisam osjećala da se trebam ispričati u pjesmi. Ali u posljednje dvije godine proživjela sam dosta stvari, uključujući dosta vrsta učenja lekcija. I ponekad kada naučite lekciju prekasno i tada se trebate ispričati."
Prema stihovima, kritičari su spekulirali da je pjesma Swiftina isprika prema njenom bivšem momku Tayloru Lautneru. Ipak, Lautner i Swift nisu potvrdili niti demantirali glasine. 
"Back to December" je prvo izdana kao promotivni singl s albuma 12. listopada 2010. kao dio ekskluzivne kampanje iTunesa. Zatim je 15. studenog 2010. objavljena kao drugi singl s albuma.

## Uspjeh na ljestvicama
Singl je ubrzo nakon izlaska dospio na prvu poziciju američkog i kanadskog iTunes Music Storea. Pjesma se također plasirala na ljestvici RIANZ Top 40 Singles Chart na 24. poziciji.

## Ljestvice
| Ljestvice (2010.)       | Najviša pozicija |
| ----------------------- | ---------------- |
| Novi Zeland             | 24               |
| SAD (Billboard Hot 100) | 6                |
| SAD (Digital Songs)     | 1                |

## Videospot
Video počinje kad zgodan mladić šeta po snježnom nogometnom terenu u zimskom jutro. Swift se prikazaju noseći udoban džemper preko jednog ramena i kako pjeva o izgubljenoj ljubavi. Kasnije, ona svom bivšem dečku piše pismo u kojem raskida s njim i na kraju spota na nogometnom terenu ona mu čita to pismo.
Spot je premijerno prikazan 13. siječnja 2011. na CMT televiziji.

## Povijest objavljivanja
| Država      | Datum               | Format                |
| ----------- | ------------------- | --------------------- |
| Kanada      | 12. listopada 2010. | digitalno preuzimanje |
| SAD         | 12. listopada 2010. | digitalno preuzimanje |
| Australija  | 13. listopada 2010. | digitalno preuzimanje |
| Novi Zeland | 13. listopada 2010. | digitalno preuzimanje |